# بلعاص
بلعاص (به عربی: بلعاص) یک شهرداری در الجزایر است که در استان عین الدفلی واقع شده‌است.